# Zofia Skrowaczewska
Zofia Jadwiga Skrowaczewska (ur. 8 lutego 1909 w Kamionce Strumiłowej, zm. 15 lipca 1995 we Wrocławiu) – polska chemiczka.

## Życiorys
Urodziła się w Kamionce Strumiłowej w rodzinie urzędniczej. Szkołę podstawową i liceum humanistyczne ukończyła we Lwowie, a studia wyższe na Wydziale Chemicznym Politechniki Lwowskiej i na tej uczelni pracowała od 1931 do 1945, z przerwą w okresie wojny. 
W czerwcu 1945 dotarła wraz z Grupą Kulturalno-Oświatową do Wrocławia i w sprawowała początkowo opiekę nad kompleksem budynków późniejszego Uniwersytetu Przyrodniczego, a od września rozpoczęła pracę na Politechnice Wrocławskiej, współpracując z prorektorem prof. Edwardem Suchardą w sprawach organizacyjnych, zaś od października objęła stanowisko adiunkta w Katedrze Chemii Organicznej. W 1949 r. doktoryzowała się, a w 1954 r. została docentem. W latach 1955–1959 była prodziekanem Wydziału Inżynierii Sanitarnej i Wydziału Chemicznego.Tytuł profesora nadzwyczajnego uzyskała w 1967 r., a profesora zwyczajnego w 1975 r. W 1964 objęła funkcję kierowniczki Katedry Chemii Organicznej, a po reorganizacji została kierowniczką Zakładu Chemii Organicznej w Instytucie Chemii Organicznej i Fizycznej. Ponadto wykładała chemię na Akademii Medycznej we Wrocławiu. W 1979 przeszła na emeryturę. 
Była redaktorem naczelnym Zeszytów Naukowych Politechniki Wrocławskiej i redaktorem Wiadomości Chemicznych, należała do Polskiego Towarzystwa Chemicznego i Wrocławskiego Towarzystwa Naukowego, a także komisji Matematyczno-Fizyczno-Chemicznej wrocławskiego Oddziału Polskiej Akademii Nauk i Rady Naukowej Instytutu Ciężkiej Syntezy Organicznej. Pięcioro z jej wychowanków uzyskało tytuły profesora, a kilkanaście osób stopień doktora lub doktora habilitowanego.  
Jej praca naukowa dotyczyła m.in. azotowych związków heterocyklicznych i amidów kwasu fosforowego oraz rozszczepieniem wiązania fosfor-azot, stworzyła własną szkołę naukową w zakresie chemii pirydyny. Jej prace nad rozkładem tabunu pomogły w odbudowie fabryki chemicznej Rokita, a badania nad melaminą odegrały istotną rolę w rozwoju polskiego przemysłu produkcji tworzyw sztucznych i żywic.  
Odznaczona Złotym Krzyżem Zasługi i Orderem Odrodzenia Polski. 
Zmarła 15 lipca 1995 r. Pochowany na Cmentarzu św. Wawrzyńca we Wrocławiu, w grobie prof. Edwina Płazka.

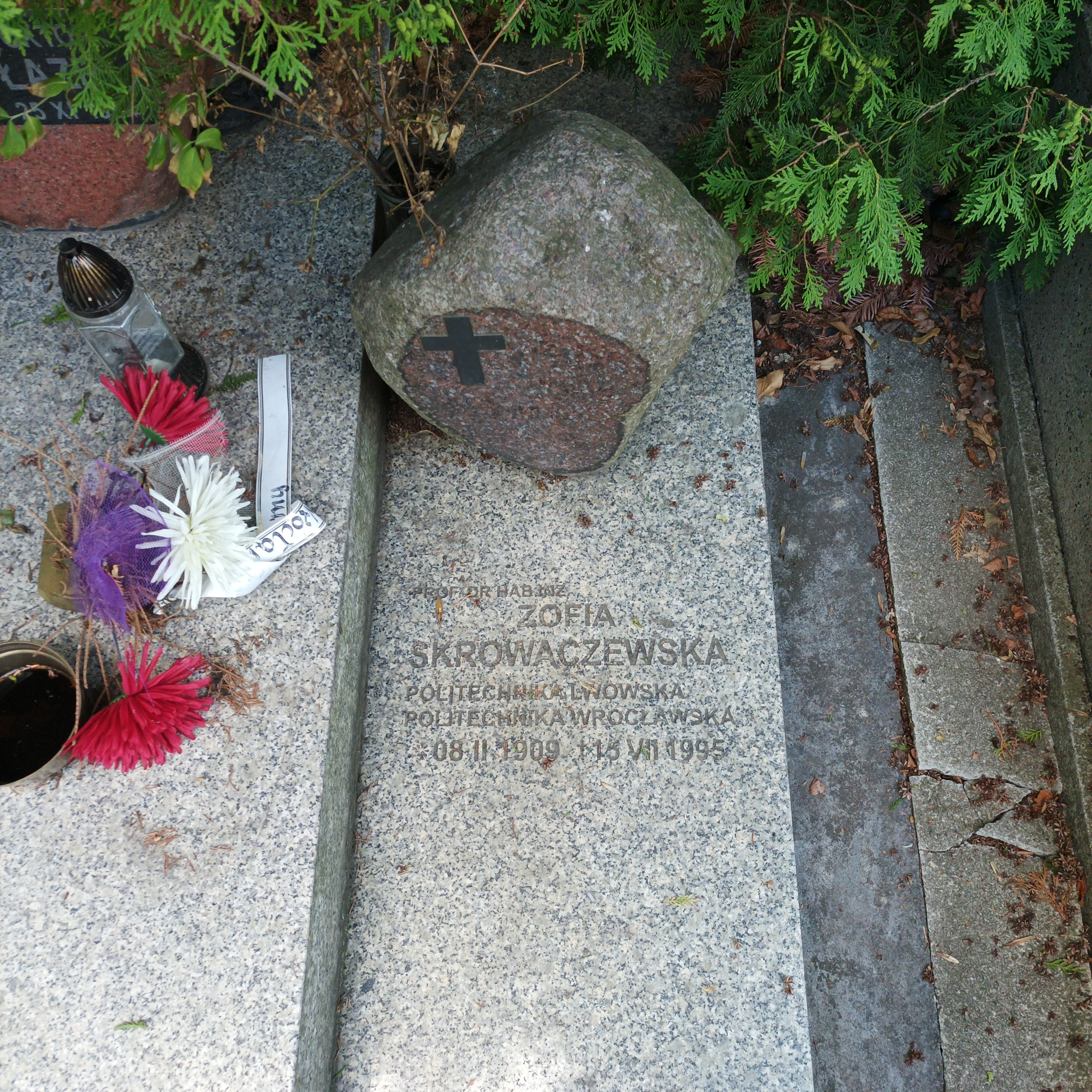
inskrypcja na grobie prof. Zofii Skrowaczewskiej na cmentarzu św. Wawrzyńca we Wrocławiu